# Bassens (Savoie)
Bassens is een gemeente in het Franse departement Savoie (regio Auvergne-Rhône-Alpes). De plaats maakt deel uit van het arrondissement Chambéry. Bassens telde op 1 januari 2022 5.118 inwoners.

## Geografie
De oppervlakte van Bassens bedroeg op 1 januari 2022 3,11 vierkante kilometer; de bevolkingsdichtheid was toen 1.645,7 inwoners per km².

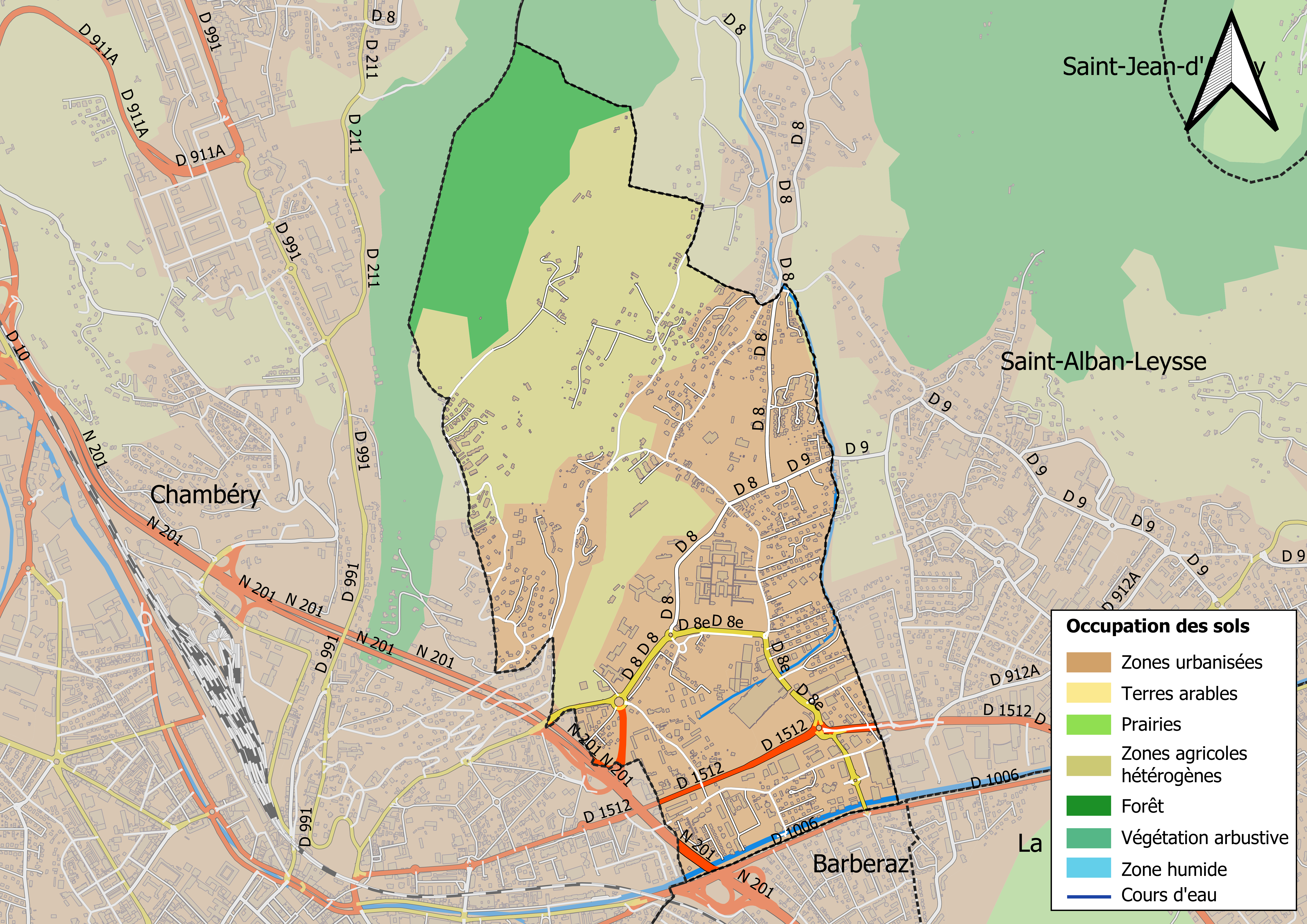
Kaart van de gemeente met de belangrijkste infrastructuur, bodemgebruik en omliggende gemeenten

## Demografie
Onderstaande figuur toont het verloop van het inwonertal (bron: INSEE-tellingen).